# 吉村均
吉村均（よしむら ひとし、1961年 - ）は、日本の倫理学者。専門は日本倫理思想史、仏教学。

## 略歴
東京生まれ。麻布高等学校卒、1986年東京大学文学部倫理学科卒業、同大学院人文科学研究科博士課程満期退学。チベットの諸師より顕密の教えを学ぶ。
日本学術振興会特別研究員 (DC) を経て、現在、公益財団法人中村元東方研究所専任研究員。横浜市立大学・東洋大学・明治学院大学・東京女子大学非常勤講師。
2013年9月から、慈母会館（公益財団全日本仏教尼僧法団）(東京都)で仏教講座を行う（終了）。
2018年5月から、チベット文化研究所(東京都)で初心者向けの仏教実践講座を行う（休止中）。
2019年1月から、安養寺(兵庫県神戸市)で初心者向けの仏教実践講座を行う（休止中）。
2019年8月から、ホリスティックラウンジ（東京都）で仏教講座を行う。

## 著書
- 『神と仏の倫理思想―日本仏教を読み直す』（北樹出版、2009年）
- 『空海に学ぶ仏教入門』（ちくま新書、2017年）ISBN 9784480069962
- 『チベット仏教入門：自分を愛することから始める心の訓練』（ちくま新書、2018年）ISBN 9784480071910
- 『日本人なら知っておきたい日本の伝統文化』（ちくま新書、2023年）ISBN 978-4480075987
- 『日本の仏教を読み直す 空海・道元・親鸞: インド・チベットの伝統を踏まえて』（北樹出版、2025年）ISBN 9784779307867

### 共著
- 『比較宗教への途〈3〉人間の文化と神秘主義』頼住光子、新免光比呂、保坂俊司共著、北樹出版、2005年）
- 『日本思想史ハンドブック』（共著、新書館、2008年）ISBN 978-4403250941
- 『現代仏教塾』（三木悟、岩井昌悟共著、幻冬舎、2015年）
- サンガジャパンVol.25 原始仏典（共著、サンガ、2016年）ISBN 9784865640755
- サンガジャパンVol.24 チベット仏教（共著、サンガ、2016年）ISBN 9784865640625

### 事典項目執筆
- 『比較思想事典』(東京書籍、2000年)
- 『岩波仏教辞典 第2版』(岩波書店、2002年)
- 『浄土教の事典』(東京堂書店、2011年)
- 『仏教の事典』(朝倉書店、2014年)
- 『日本思想史事典』（丸善出版、2020年）